# فهرست جاذبه‌های طبیعی استان مازندران
فهرست جاذبه‌های طبیعی استان مازندران:

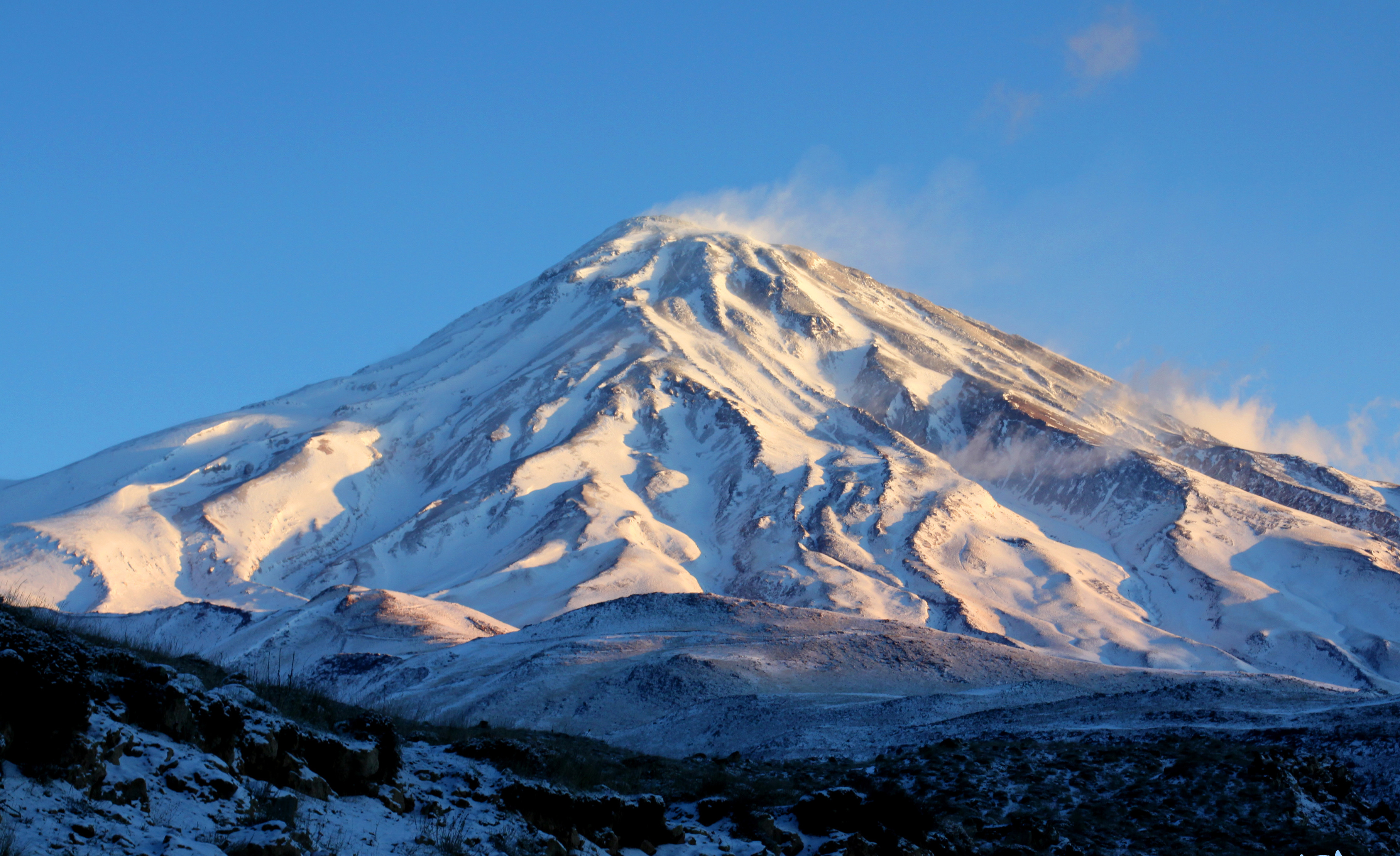
قله دماوند

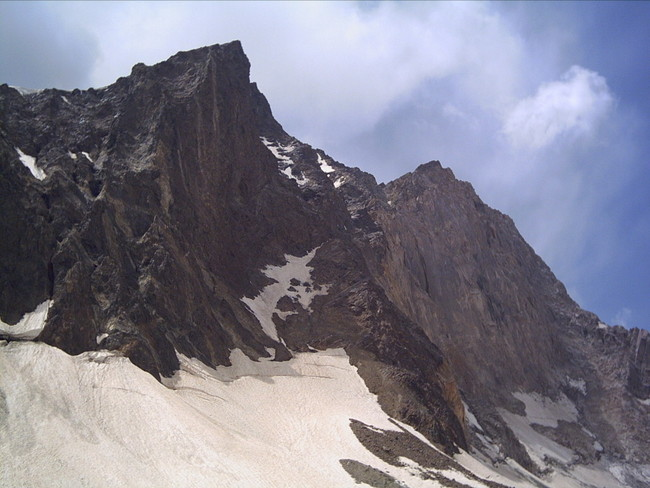
علم کوه

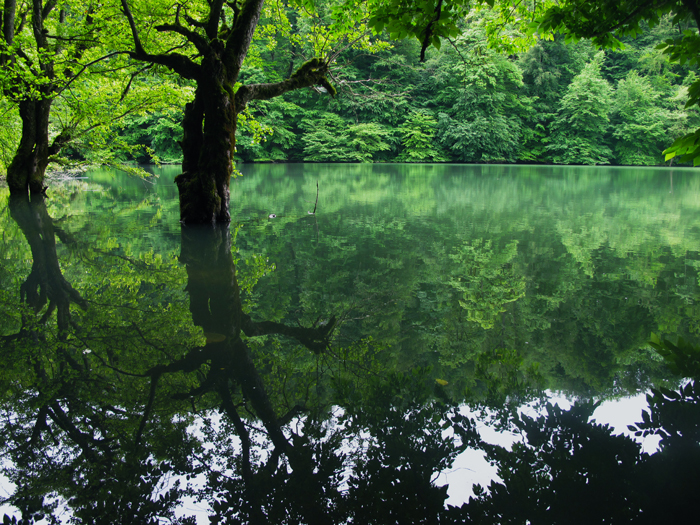
دریاچه میانشه

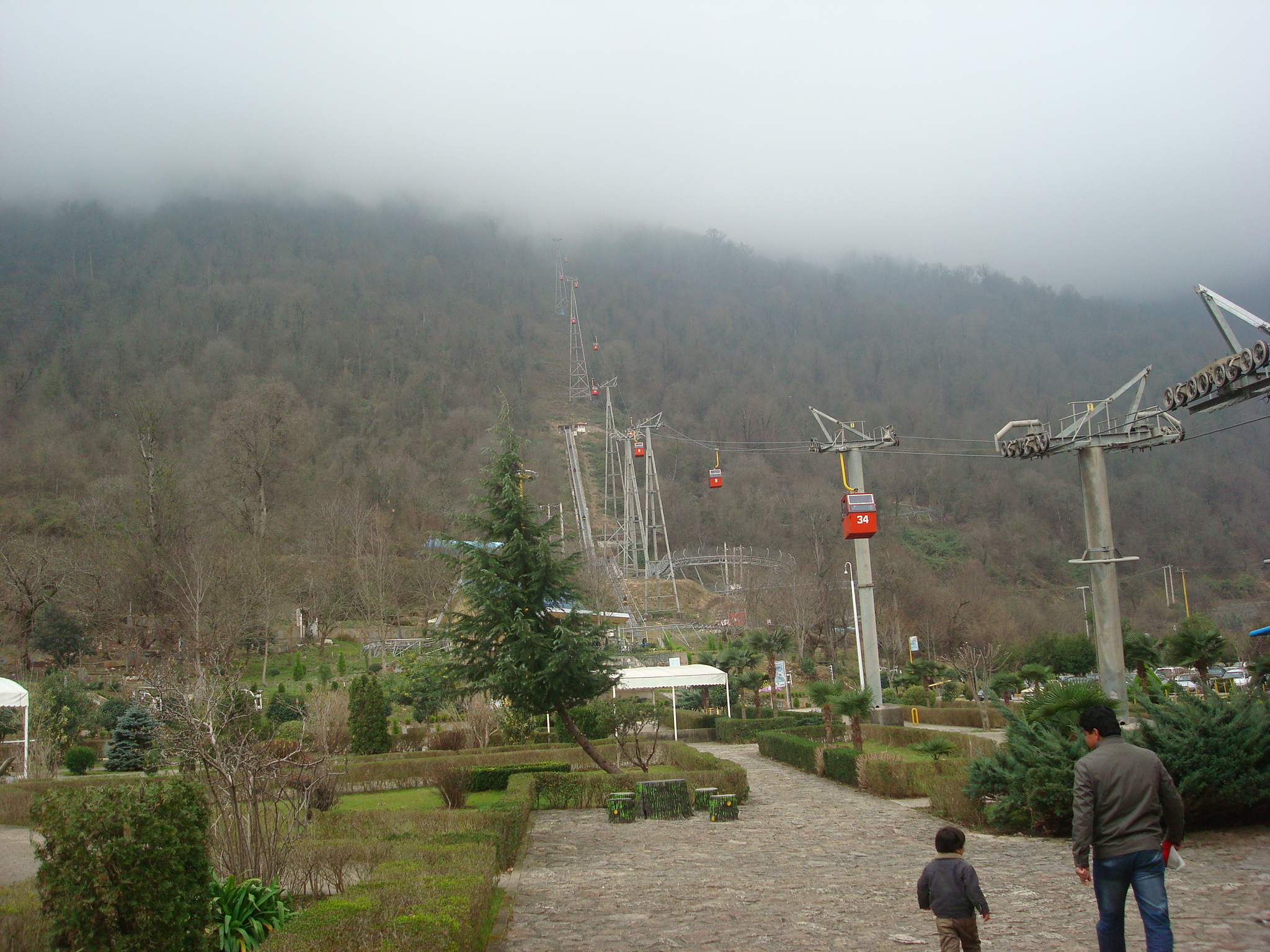
نمک آبرود

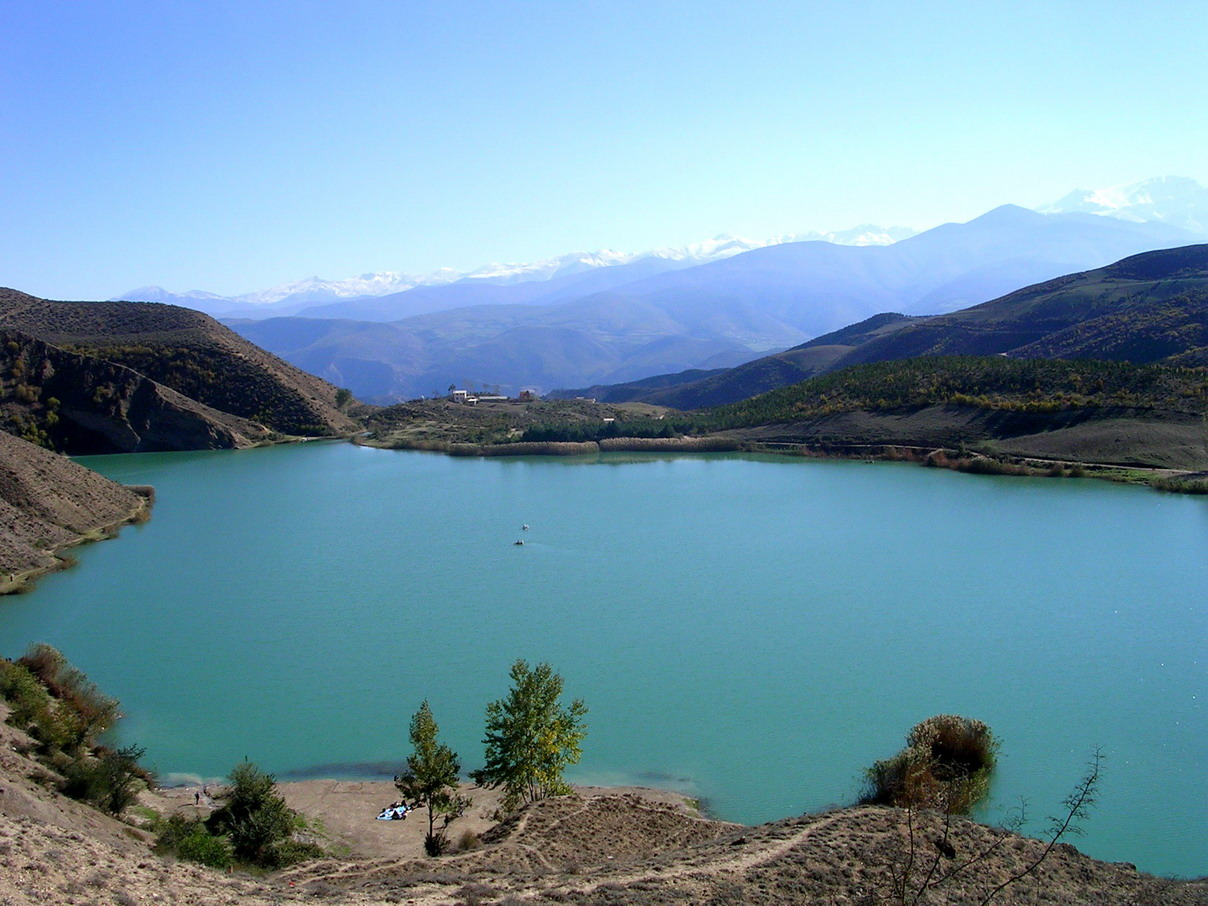
دریاچه ولشت

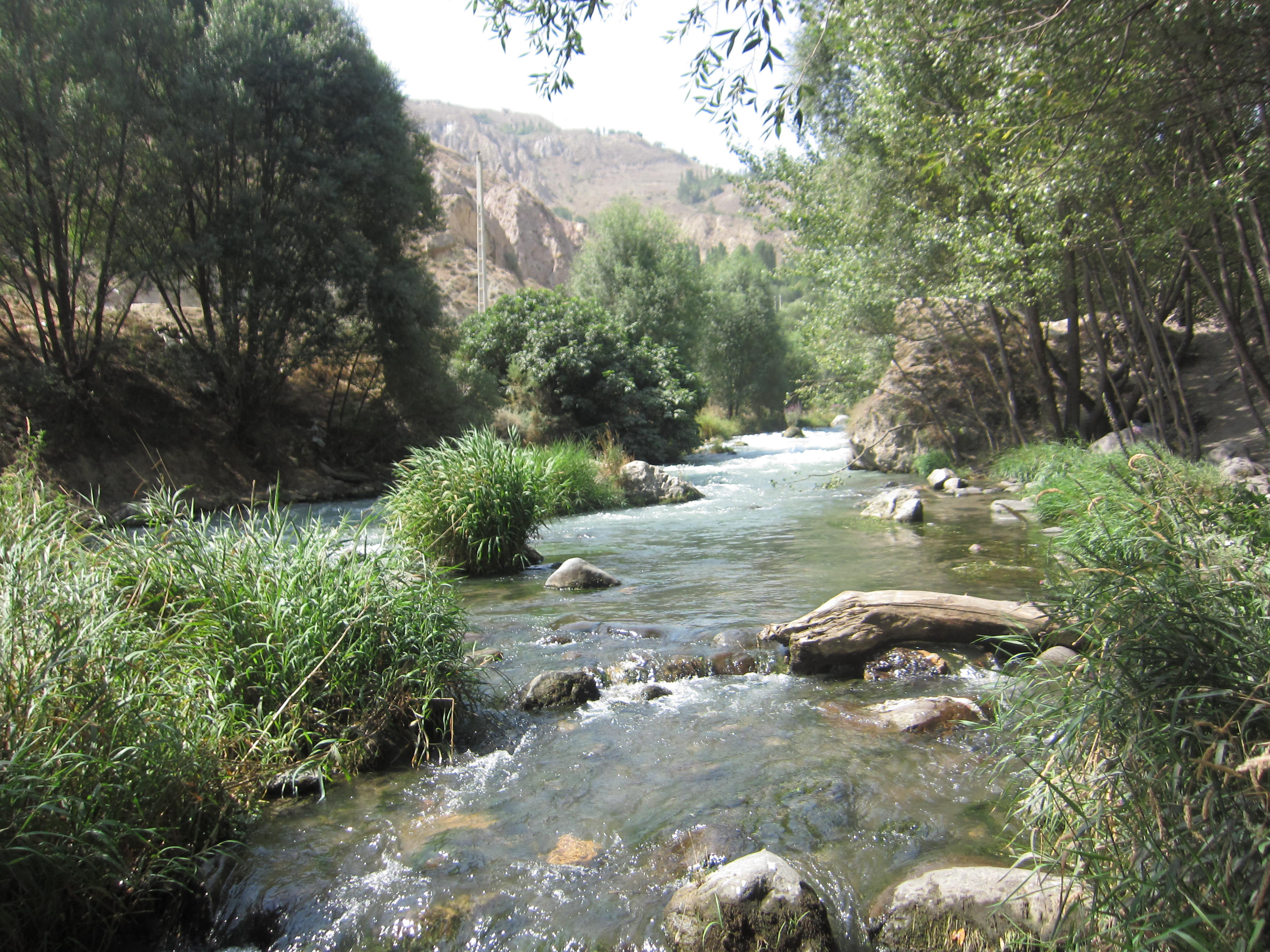
رود هراز

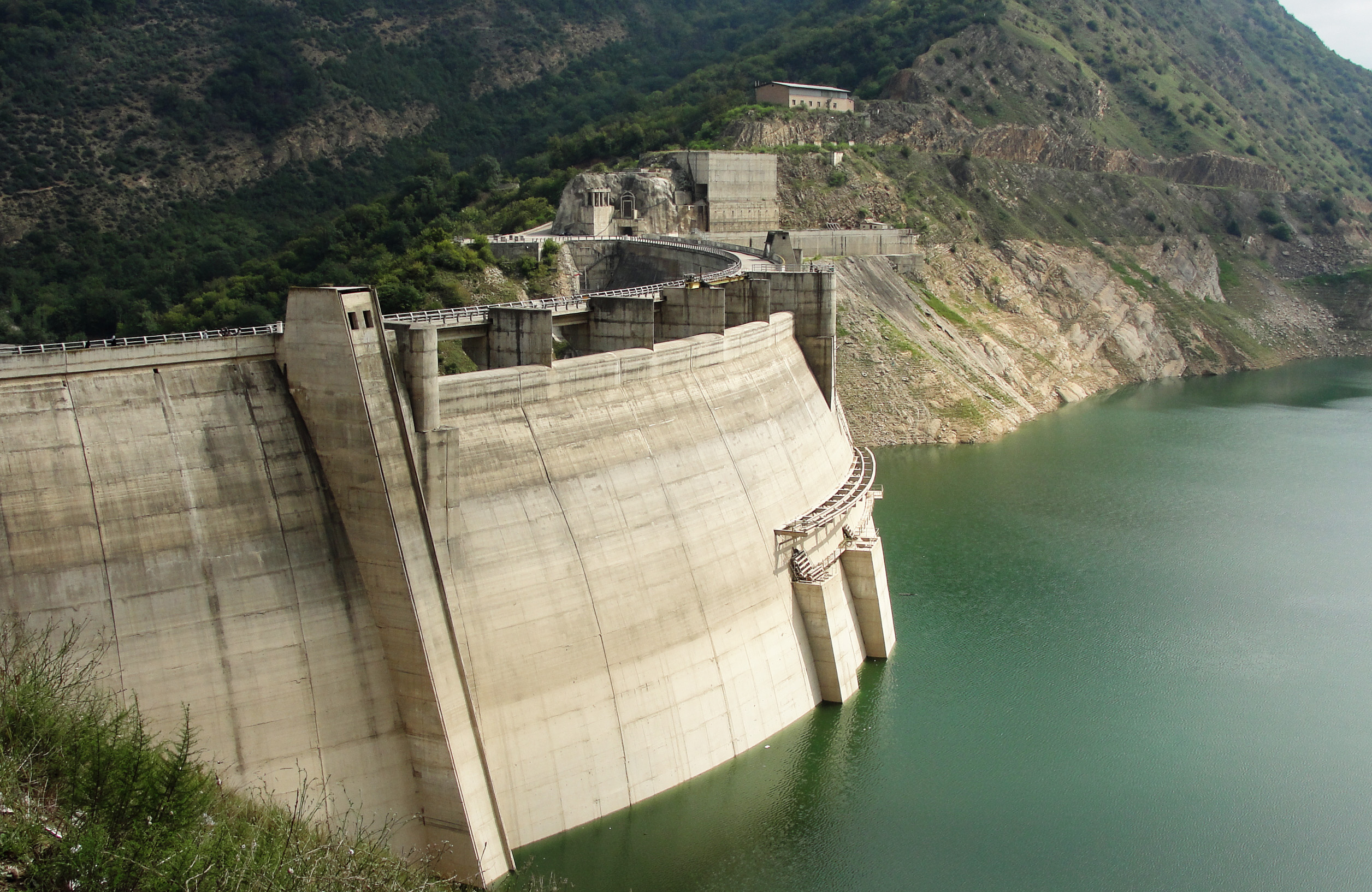
سد سلیمان تنگه (رجایی)

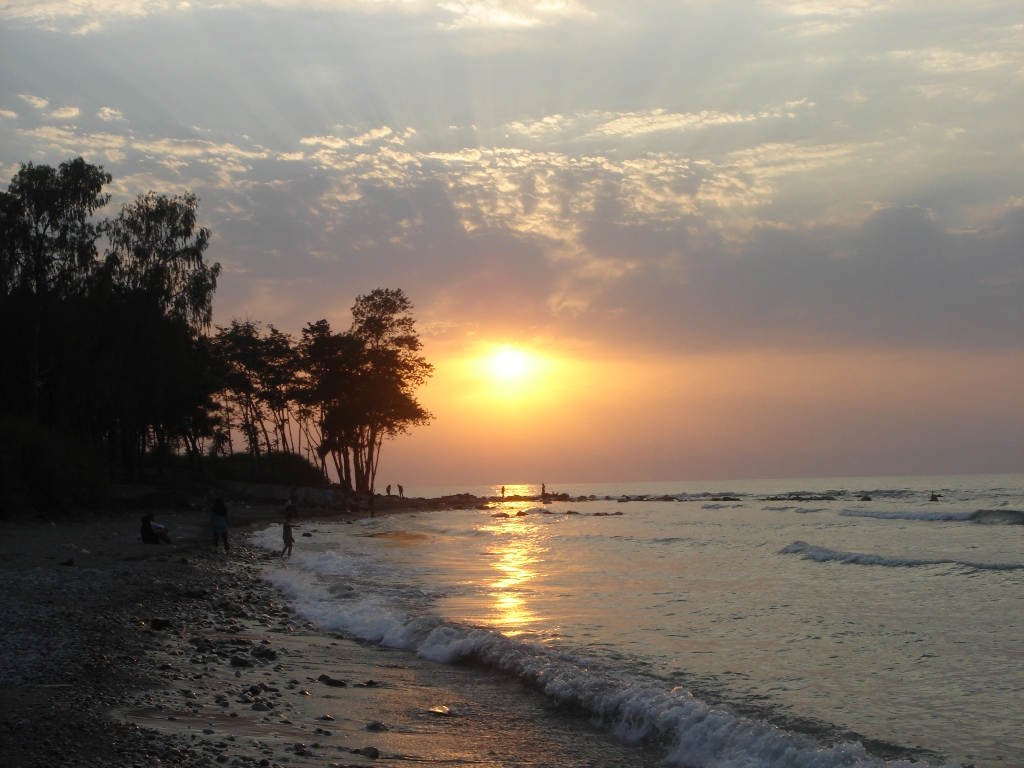
ساحل پارک جنگلی سیسنگان

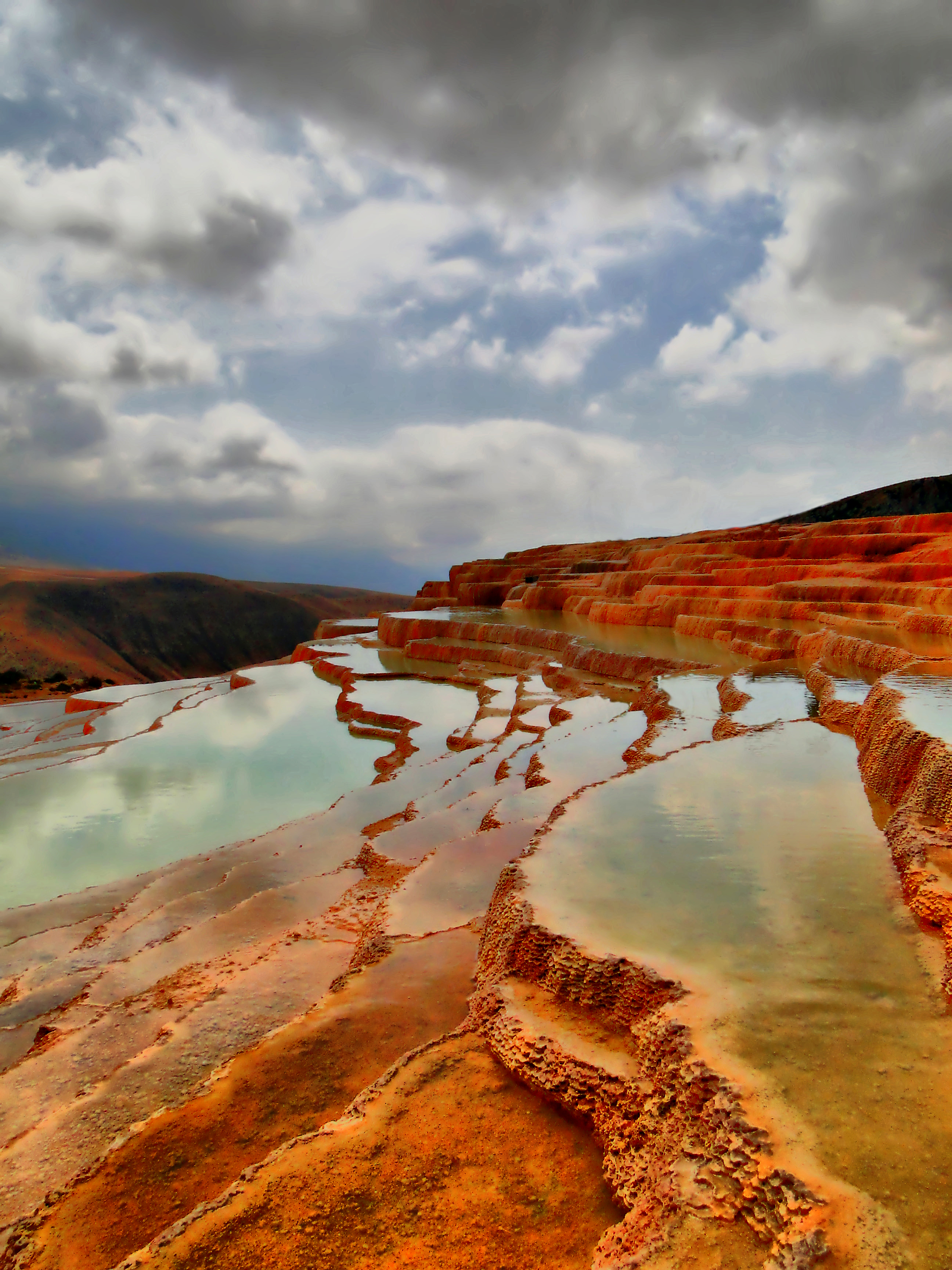
باداب سورت

- دماوند
- باداب سورت
- پارک ملی لار
- علم کوه
- سد لار
- جنگل بلیران
- قله امیری
- غار دانیال
- آبگرم لاریجان

- آبگرم استراباکو
- آبشار ترا
- آبشار یخی
- آبشار امیری
- آبشار پرومد

- آبشار آب پری
- آبشار نجار
- پارک نمونه گردشگری پایین‌لموک
- آبشار شاهاندشت
- آبشار لار
- هراز (رود)
- الیمستان
- آبشار قلعه دختر
- آبشار برز
- آبشار تیرکن
- هفت آبشار بابل
- آبشار اسپه او
- آبشار اسله
- آبشار گزوو
- آبشار سنگ نو
- آبشار ایج

- آبشار آکاپل کلاردشت
- آبشار هریجان
- آبشار هفت چشمه چالوس
- آبشار جواهرده
- آبشار هفت سنگ ساری
- آبشار سنگ‌درکا
- آبشار سواسره
- بوستان جنگلی چالدره
- آبشار سنگده
- آبشار کیاسر

- دریاچه ولشت
- پارک جنگلی کشپل
- دریاچه شورمست
- سد و دریاچه الیمالات
- دریاچه ساهون
- دریاچه امامزاده علی
- آمولو
- چشمه آب معدنی قرمرض
- دشت و آبشار دریوک

- سد شهید رجایی
- آبشار یخی
- آبشار چلندر
- پارک جنگلی چالدره
- دشت ناز
- جواهرده
- بابلرود
- شکارگاه‌های امیری
- تالار (رود)
- دریا چه خضر نبی
- رودخانه چالوس
- آبشار آلامل
- شبه جزیره میانکاله
- پارک جنگلی شهید زارع
- کاعون
- کوه بلور
- چشمه رامسر
- آبشار لفور
- زیارو
- دریاچه میانشه

- سد شیاده
- چشمه آب گرم آرزو
- سد البرز
- مجموعه گل پل
- مجموعه گردشگری بابلسر
- پارک طلایی
- دریاچه الیمالات
- منطقه نوا و آب اسک
- آبشار هریجان

- سد آویدر
- پارک جنگلی میرزا کوچک خان
- آبشار آب مراد لاسم
- آبشار انگمار لاسم